# 3.ª circunscripción senatorial de Chile
La 3.ª circunscripción senatorial de Chile es una de las dieciséis entidades electorales de este tipo que conforman la República de Chile. Su territorio comprende la totalidad de las comunas de la Región de Antofagasta, ubicada geográficamente en el norte grande chileno. Fue creada en 2015 por medio de la ley 20.840, a partir de la antigua 2.ª circunscripción senatorial. Con una población que, según el censo del año 2017, alcanza los 607.534 habitantes, elige tres de los cincuenta senadores que integran el Senado de Chile.

## Representación
A febrero de 2023, la circunscripción senatorial 3 de Chile es representada por los siguientes senadores para el periodo 2022-2030:
| Periodo | Senador | Senador                                | Senador                              | Senador | Senador                                  | Senador               | Senador | Senador                                   | Senador             | Mandato                                       |
| Periodo | Nombre  | Nombre                                 | Partido                              | Nombre  | Nombre                                   | Partido               | Nombre  | Nombre                                    | Partido             | Mandato                                       |
| ------- | ------- | -------------------------------------- | ------------------------------------ | ------- | ---------------------------------------- | --------------------- | ------- | ----------------------------------------- | ------------------- | --------------------------------------------- |
| LVI     |         | Esteban Velásquez Núñez (Calama, 1962) | Federación Regionalista Verde Social |         | Pedro Araya Guerrero (Antofagasta, 1974) | Independiente pro PPD |         | Paulina Núñez Urrutia (Antofagasta, 1982) | Renovación Nacional | 11 de marzo de 2022 - Actualmente en el cargo |

## Historia electoral

### Elecciones parlamentarias de 2021
| Pacto                               | Pacto                                       | Candidato/a                      | Candidato/a                       | Partido                     | Votos                       | %       | Resultado |        |
| ----------------------------------- | ------------------------------------------- | -------------------------------- | --------------------------------- | --------------------------- | --------------------------- | ------- | --------- | ------ |
|                                     | AA. Chile Vamos                             |                                  | Paulina Núñez Urrutia             | RN                          | 15 648                      | 8.36    | Senadora  |        |
|                                     | AA. Chile Vamos                             | Marco Antonio Díaz Muñoz         | RN                                | 12 482                      | 6.67                        |         |           |        |
|                                     | AA. Chile Vamos                             | Katherine López Rivera           | UDI                               | 7 838                       | 4.19                        |         |           |        |
|                                     | AA. Chile Vamos                             | Daniel Andrés Guevara Cortés     | IND-UDI                           | 5 241                       | 2.80                        |         |           |        |
|                                     | AB. Partido de la Gente                     |                                  | Paola Amanda Debia González       | PDG                         | 12 682                      | 6.78    |           |        |
|                                     | AB. Partido de la Gente                     | Ricardo Felipe Vargas Valenzuela | PDG                               | 11 594                      | 6.19                        |         |           |        |
|                                     | AB. Partido de la Gente                     | Tamara Jocelyn Gaytán Chávez     | PDG                               | 7 837                       | 4.19                        |         |           |        |
|                                     | AE. Partido de Trabajadores Revolucionarios |                                  | Galia Tatiana Aguilera Caballero  | PTR                         | 3 421                       | 1.83    |           |        |
|                                     | AE. Partido de Trabajadores Revolucionarios | Domingo Lara Izquierdo           | PTR                               | 1 327                       | 0.71                        |         |           |        |
|                                     | AH. Nuevo Pacto Social                      |                                  | Pedro Araya Guerrero              | IND-PPD                     | 24 266                      | 12.96   | Senador   |        |
|                                     | AH. Nuevo Pacto Social                      | Jacqueline Santander Miranda     | PS                                | 1 931                       | 1.03                        |         |           |        |
|                                     | AH. Nuevo Pacto Social                      | Marcela Hernando Pérez           | PR                                | 14 636                      | 7.82                        |         |           |        |
|                                     | AH. Nuevo Pacto Social                      | Jeanette Hurtado Rojas           | PDC                               | 2 000                       | 1.07                        |         |           |        |
|                                     | AN. Dignidad Ahora                          |                                  | Moisés Fabián Ibacache Iguaín     | PI                          | 1 523                       | 0.81    |           |        |
|                                     | AN. Dignidad Ahora                          | María Susana Vera Ibacache       | IND-PI                            | 2 282                       | 1.22                        |         |           |        |
|                                     | AR. Apruebo Dignidad                        |                                  | Esteban Velásquez Núñez           | FREVS                       | 39 580                      | 21.15   | Senador   |        |
|                                     | AR. Apruebo Dignidad                        | Marta Patricia Molina Ávila      | FREVS                             | 3 490                       | 1.86                        |         |           |        |
|                                     | AR. Apruebo Dignidad                        | Jan José Cademartori Dujisin     | PCCh                              | 5 750                       | 3.07                        |         |           |        |
|                                     | AR. Apruebo Dignidad                        | Iván Igor Ávila Pérez            | RD                                | 3 419                       | 1.83                        |         |           |        |
|                                     | AW. Independientes Unidos                   |                                  | Germán Eugenio Romagnoli Delporte | CU                          | 2 379                       | 1.27    |           |        |
|                                     | AW. Independientes Unidos                   | César Antonio Araya García       | IND-CU                            | 7 847                       | 4.19                        |         |           |        |
| Votos válidamente emitidos          | Votos válidamente emitidos                  | Votos válidamente emitidos       | Votos válidamente emitidos        | Votos válidamente emitidos  | Votos válidamente emitidos  | 187 173 | 91.88     | 91.88  |
| Votos nulos                         | Votos nulos                                 | Votos nulos                      | Votos nulos                       | Votos nulos                 | Votos nulos                 | 10 267  | 5.04      | 5.04   |
| Votos en blanco                     | Votos en blanco                             | Votos en blanco                  | Votos en blanco                   | Votos en blanco             | Votos en blanco             | 6 269   | 3.08      | 3.08   |
| Total de sufragios emitidos         | Total de sufragios emitidos                 | Total de sufragios emitidos      | Total de sufragios emitidos       | Total de sufragios emitidos | Total de sufragios emitidos | 203 709 | 100.00    | 100.00 |
| Fuente: Servicio Electoral de Chile |                                             |                                  |                                   |                             |                             |         |           |        |